# Râul Săcal
Râul Săcal este un curs de apă, afluent al râului Mureș.  

## Hărți
- Harta județului Mureș